# Casa Josep Almirall
La casa Josep Almirall és un edifici situat als carrers de la Princesa, 25 i de Montcada, 5 de Barcelona, catalogat com a bé amb elements d'interès (categoria C).

## Història
El 1852, l'Ajuntament de Barcelona va iniciar les expropiacions dels edificis afectats per l'obertura del nou carrer de la Princesa, entre els quals hi havia el de l'adroguer Josep Almirall i Alier (†1875). El 1853, aquest hi va encarregar el projecte d'un nou edifici a l'arquitecte Fèlix Ribes i Solà.
El seu fill Valentí Almirall i Llozer hi tenia la seva residència i despatx.

## Descripció
Edifici de planta baixa, entresol, tres pisos i terrat. Els baixos són de pedra de Montjuïc amb la cantonada arrodonida segons les ordenances, i la part central de la façana del carrer de la Princesa es ressalta amb un especejament horitzontal que inclou l'entresòl, sobre el qual hi el balcó corregut del principal. També són de pedra les llosanes motllurades i els emmarcaments dels balcons, les cartel·les i les cornises; la resta del parament és d'estuc. Les baranes són de ferro forjat.